# Radošovice (ort i Tjeckien, Södra Böhmen, lat 49,23, long 13,90)
Radošovice är en ort i Tjeckien.   Den ligger i regionen Södra Böhmen, i den sydvästra delen av landet, 100 km söder om huvudstaden Prag. Radošovice ligger 408 meter över havet och antalet invånare är 556.
Terrängen runt Radošovice är platt åt nordost, men åt sydväst är den kuperad. Radošovice ligger nere i en dal. Runt Radošovice är det ganska glesbefolkat, med 40 invånare per kvadratkilometer. Närmaste större samhälle är Strakonice, 3,1 km norr om Radošovice. Omgivningarna runt Radošovice är en mosaik av jordbruksmark och naturlig växtlighet.